# Масуд Шоджаї
Масуд Шоджаї (перс. مسعود شجاعی, нар. 9 червня 1984, Шираз) — іранський футболіст, півзахисник клубу «Трактор Сазі». та національної збірної Ірану.

## Клубна кар'єра
У дорослому футболі дебютував 2002 року виступами за команду клубу «Санат Нафт», в якій провів один сезон, взявши участь у 12 матчах чемпіонату.
Згодом з 2003 по 2008 рік грав у складі команд клубів «Сайпа» та «Шарджа».
Своєю грою за останню команду привернув увагу представників тренерського штабу іспанського клубу «Осасуна», до складу якого приєднався 2008 року. Відіграв за клуб з Памплони наступні п'ять сезонів своєї ігрової кар'єри. Більшість часу, проведеного у складі «Осасуни», був основним гравцем команди.
До складу клубу «Лас-Пальмас» приєднався 3 вересня 2013 року, уклавши з клубом з міста Лас-Пальмас-де-Ґран-Канарія однорічний контракт.
Після чемпіонату світу 2014 року, Шоджаї відхилив пропозицію від «Сарагоси» і перейшов в катарський клуб «Аль-Шаханія», а з наступного року грав за інший місцевий клуб «Аль-Гарафа».
22 липня 2016 року він підписав річний контракт з клубом грецької Суперліги «Паніоніосом», а згодом продовжив свій контракт до червня 2018 року. 25 грудня 2017 року, однак, він розірвав контракт за взаємною згодою. Три дні потому він погодився на шестимісячну угоду з АЕКом. За результатами сезону 2017/18 став у складі афінської команди чемпіоном Греції.
Згодом повернувся на батьківщину, де 2 серпня 2018 року уклав трирічний контракт з клубом «Трактор Сазі».

## Виступи за збірну
2004 року дебютував в офіційних матчах у складі національної збірної Ірану. Наразі провів у формі головної команди країни 48 матчів, забивши 5 голів.
У складі збірної був учасником чемпіонату світу 2006 року у Німеччині, кубка Азії 2007 року, кубка Азії 2011 року, чемпіонату світу 2014 року та кубка Азії 2015 року.
У серпні 2017 року було повідомлено про довічне відстороння Шоджаї від виступів за національну збірну за те, що він зіграв в матчі Ліги Європи проти ізраїльського клубу «Маккабі» «Тель-Авів», адже Іран забороняє своїм спортсменам змагатись з ізраїльтянами, оскільки не визнає державу Ізраїль. Утім згодом Федерація футболу Ірану повідомила, що остаточне рішення буде прийняте після консультацій і спілкування з футболістом. Врешті-решт у листопаді того ж року Шоджаї повернувся до національної команди.
Був учасником чемпіонату світу 2018 року, на якому взяв участь в одній грі групового етапу.
| Дата       | Місто                    | Господарі            | Результат               | Гості                | Турнір                        | Голи | Примітки     |
| ---------- | ------------------------ | -------------------- | ----------------------- | -------------------- | ----------------------------- | ---- | ------------ |
| 17-11-2004 | Тегеран                  | Іран                 | 7 – 0                   | Лаос                 | Відбір до ЧС 2006             | -    | 72'          |
| 28-5-2006  | Осієк                    | Хорватія             | 2 – 2                   | Іран                 | товариський матч              | -    | 85'          |
| 31-5-2006  | Тегеран                  | Іран                 | 5 – 2                   | Боснія і Герцеговина | товариський матч              | -    | 46' 47'      |
| 21-6-2006  | Лейпциг                  | Ангола               | 1 – 1                   | Іран                 | ЧС 2006 - 1-й етап            | -    | 13'          |
| 24-3-2007  | Доха                     | Катар                | 0 – 1                   | Іран                 | товариський матч              | -    | 46'          |
| 2-6-2007   | Сан-Луїс-Потосі          | Мексика              | 4 – 0                   | Іран                 | товариський матч              | -    | 46'          |
| 17-11-2004 | Тегеран                  | Іран                 | 8 – 1                   | Ямайка               | товариський матч              | -    |              |
| 10-1-2008  | Доха                     | Катар                | 0 – 0                   | Іран                 | товариський матч              | -    | 46'          |
| 30-1-2008  | Тегеран                  | Іран                 | 8 – 1                   | Ямайка               | товариський матч              | -    | 46'          |
| 21-3-2008  | Ріффа                    | Бахрейн              | 0 – 0                   | Іран                 | товариський матч              | -    | 73'          |
| 26-3-2008  | Ель-Кувейт               | Кувейт               | 2 – 2                   | Іран                 | Відбір до ЧС 2010             | -    | 72'          |
| 2-6-2008   | Тегеран                  | Іран                 | 0 – 0                   | ОАЕ                  | Відбір до ЧС 2010             | -    |              |
| 7-6-2008   | Дубай (місто)            | ОАЕ                  | 0 – 1                   | Іран                 | Відбір до ЧС 2010             | -    |              |
| 14-6-2008  | Дамаск                   | Сирія                | 0 – 2                   | Іран                 | Відбір до ЧС 2010             | -    | 90+3'        |
| 6-9-2008   | Ер-Ріяд                  | Саудівська Аравія    | 1 – 1                   | Іран                 | Відбір до ЧС 2010             | -    |              |
| 15-10-2008 | Тегеран                  | Іран                 | 2 – 1                   | Північна Корея       | Відбір до ЧС 2010             | -    |              |
| 19-11-2008 | Дубай (місто)            | ОАЕ                  | 1 – 1                   | Іран                 | Відбір до ЧС 2010             | -    |              |
| 11-2-2009  | Тегеран                  | Іран                 | 1 – 1                   | Південна Корея       | Відбір до ЧС 2010             | -    | 73'          |
| 28-3-2009  | Тегеран                  | Іран                 | 1 – 2                   | Саудівська Аравія    | Відбір до ЧС 2010             | 1    |              |
| 1-4-2009   | Тегеран                  | Іран                 | 1 – 1                   | Сенегал              | товариський матч              | -    | 46'          |
| 6-6-2009   | Пхеньян                  | Північна Корея       | 0 – 0                   | Іран                 | Відбір до ЧС 2010             | -    | 35'          |
| 10-6-2009  | Тегеран                  | Іран                 | 1 – 0                   | ОАЕ                  | Відбір до ЧС 2010             | -    | 80'          |
| 17-6-2009  | Сеул                     | Південна Корея       | 1 – 1                   | Іран                 | Відбір до ЧС 2010             | 1    | 68'          |
| 12-8-2009  | Сараєво                  | Боснія і Герцеговина | 2 – 3                   | Іран                 | товариський матч              | 1    | 90+5'        |
| 5-9-2009   | Ташкент                  | Узбекистан           | 0 – 0                   | Іран                 | товариський матч              | -    |              |
| 14-11-2009 | Тегеран                  | Іран                 | 1 – 0                   | Йорданія             | Відбір до Кубка Азії 2011     | -    | 65'          |
| 18-11-2009 | Тегеран                  | Іран                 | 1 – 1                   | Північна Македонія   | товариський матч              | -    | 76'          |
| 3-3-2010   | Тегеран                  | Іран                 | 1 – 0                   | Таїланд              | Відбір до Кубка Азії 2011     | -    | 64'          |
| 3-9-2010   | Чженчжоу                 | КНР                  | 0 – 2                   | Іран                 | товариський матч              | -    | 55'          |
| 7-9-2010   | Сеул                     | Південна Корея       | 0 – 1                   | Іран                 | товариський матч              | 1    | 90+3'        |
| 28-9-2010  | Маскат                   | Оман                 | 2 – 2                   | Іран                 | товариський матч              | -    |              |
| 7-10-2010  | Абу-Дабі                 | Бразилія             | 3 – 0                   | Іран                 | товариський матч              | -    | 73'          |
| 28-12-2010 | Доха                     | Катар                | 0 – 0                   | Іран                 | товариський матч              | -    | 76'          |
| 2-1-2011   | Тегеран                  | Іран                 | 1 – 0                   | Ангола               | товариський матч              | -    | 80'          |
| 11-1-2011  | Ер-Райян (муніципалітет) | Ірак                 | 1 – 2                   | Іран                 | Кубок Азії 2011 - 1-й етап    | -    | 69'          |
| 19-1-2011  | Доха                     | ОАЕ                  | 0 – 3                   | Іран                 | Кубок Азії 2011 - 1-й етап    | -    | кап. 46'     |
| 22-1-2011  | Доха                     | Іран                 | 0 – 1 д.ч.              | Південна Корея       | Кубок Азії 2011 - чвертьфінал | -    | 75' 105'     |
| 5-9-2012   | Амман                    | Йорданія             | 0 – 0                   | Іран                 | товариський матч              | -    | 67'          |
| 11-9-2012  | Бейрут                   | Ліван                | 1 – 0                   | Іран                 | Відбір до ЧС 2014             | -    |              |
| 16-10-2012 | Тегеран                  | Іран                 | 1 – 0                   | Південна Корея       | Відбір до ЧС 2014             | -    | 48', 56'     |
| 6-2-2013   | Тегеран                  | Іран                 | 5 – 0                   | Ліван                | Відбір до Кубка Азії 2015     | -    |              |
| 26-3-2013  | Хаваллі                  | Кувейт               | 1 – 1                   | Іран                 | Відбір до Кубка Азії 2015     | 1    | 38' 66'      |
| 4-6-2013   | Доха                     | Катар                | 0 – 1                   | Іран                 | Відбір до ЧС 2014             | -    |              |
| 11-6-2013  | Тегеран                  | Іран                 | 4 – 0                   | Ліван                | Відбір до ЧС 2014             | -    | 69'          |
| 18-6-2013  | Ульсан                   | Південна Корея       | 0 – 1                   | Іран                 | Відбір до ЧС 2014             | -    | 83'          |
| 15-10-2013 | Тегеран                  | Іран                 | 2 – 1                   | Таїланд              | Відбір до Кубка Азії 2015     | -    | 79'          |
| 15-11-2013 | Бангкок                  | Таїланд              | 0 – 3                   | Іран                 | Відбір до Кубка Азії 2015     | -    | 86'          |
| 19-11-2013 | Бейрут                   | Ліван                | 1 – 4                   | Іран                 | Відбір до Кубка Азії 2015     | -    |              |
| 5-3-2014   | Тегеран                  | Іран                 | 1 – 2                   | Гвінея               | товариський матч              | -    | 46'          |
| 26-5-2014  | Гартберг                 | Чорногорія           | 0 – 0                   | Іран                 | товариський матч              | -    |              |
| 8-6-2014   | Сан-Паулу                | Іран                 | 2 – 0                   | Тринідад і Тобаго    | товариський матч              | -    | 80'          |
| 16-6-2014  | Куритиба                 | Нігерія              | 0 – 0                   | Іран                 | ЧС 2014 - 1-й етап            | -    | 89'          |
| 21-6-2014  | Белу-Оризонті            | Аргентина            | 1 – 0                   | Іран                 | ЧС 2014 - 1-й етап            | -    | 73' 76'      |
| 25-6-2014  | Сальвадор                | Боснія і Герцеговина | 3 – 1                   | Іран                 | ЧС 2014 - 1-й етап            | -    | 46'          |
| 18-11-2014 | Тегеран                  | Іран                 | 1 – 0                   | Південна Корея       | товариський матч              | -    | 60'          |
| 11-1-2015  | Мельбурн                 | Іран                 | 2 – 0                   | Бахрейн              | Кубок Азії 2015 - 1-й етап    | 1    | 80'          |
| 15-1-2015  | Сідней                   | Катар                | 0 – 1                   | Іран                 | Кубок Азії 2015 - 1-й етап    | -    | 72'          |
| 23-1-2015  | Канберра                 | Іран                 | 3 – 3 д.ч. (6 - 7 п.п.) | Ірак                 | Кубок Азії 2015 - чвертьфінал | -    | 46'          |
| 26-3-2015  | Санкт-Пельтен            | Іран                 | 2 – 0                   | Чилі                 | товариський матч              | -    | 70'          |
| 31-3-2015  | Стокгольм                | Швеція               | 3 – 1                   | Іран                 | товариський матч              | -    | 88'          |
| 11-6-2015  | Ташкент                  | Узбекистан           | 0 – 1                   | Іран                 | товариський матч              | -    | 46'          |
| 16-6-2015  | Ашгабат                  | Туркменістан         | 1 – 1                   | Іран                 | Відбір до ЧС 2018             | -    | 46'          |
| 17-11-2015 | Дедедо                   | Гуам                 | 0 – 6                   | Іран                 | Відбір до ЧС 2018             | 1    | 43'          |
| 2-6-2016   | Скоп'є                   | Північна Македонія   | 1 – 3                   | Іран                 | товариський матч              | -    | 71'          |
| 7-6-2016   | Тегеран                  | Іран                 | 6 – 0                   | Киргизстан           | товариський матч              | 1    | 64'          |
| 6-9-2016   | Шеньян                   | КНР                  | 0 – 0                   | Іран                 | Відбір до ЧС 2018             | -    | 76'          |
| 6-10-2016  | Ташкент                  | Узбекистан           | 0 – 1                   | Іран                 | Відбір до ЧС 2018             | -    | 83'          |
| 11-11-2016 | Шах-Алам                 | Папуа Нова Гвінея    | 1 – 8                   | Іран                 | товариський матч              | -    | Замінений    |
| 23-3-2017  | Доха                     | Катар                | 0 – 1                   | Іран                 | Відбір до ЧС 2018             | -    | 84'          |
| 28-3-2017  | Тегеран                  | Іран                 | 1 – 0                   | КНР                  | Відбір до ЧС 2018             | -    | 39'          |
| 12-6-2017  | Тегеран                  | Іран                 | 2 – 0                   | Узбекистан           | Відбір до ЧС 2018             | -    | 70'          |
| 23-3-2018  | Радес                    | Туніс                | 1 – 0                   | Іран                 | товариський матч              | -    | кап. 46'     |
| 27-3-2018  | Ґрац                     | Іран                 | 2 – 1                   | Алжир                | товариський матч              | -    | 46'          |
| 28-5-2018  | Ґрац                     | Туреччина            | 2 – 1                   | Іран                 | товариський матч              | -    | кап. 68'     |
| 8-6-2018   | Москва                   | Іран                 | 1 – 0                   | Литва                | товариський матч              | -    | кап. 46'     |
| 15-6-2018  | Санкт-Петербург          | Марокко              | 0 – 1                   | Іран                 | ЧС 2018 - 1-й етап            | -    | кап. 10' 67' |
| 11-9-2018  | Ташкент                  | Узбекистан           | 0 – 1                   | Іран                 | товариський матч              | -    | 71'          |
| 16-10-2018 | Тегеран                  | Іран                 | 2 – 1                   | Болівія              | товариський матч              | -    | 46'          |
| 15-11-2018 | Тегеран                  | Іран                 | 1 – 0                   | Тринідад і Тобаго    | товариський матч              | -    | кап. 59'     |
| 20-11-2018 | Доха                     | Іран                 | 1 – 1                   | Венесуела            | товариський матч              | -    | 73'          |
| 24-12-2018 | Доха                     | Іран                 | 1 – 1                   | Палестина            | товариський матч              | -    | 60'          |
| 31-12-2018 | Доха                     | Катар                | 1 – 2                   | Іран                 | товариський матч              | -    | 67'          |
| 20-1-2019  | Абу-Дабі                 | Іран                 | 2 – 0                   | Оман                 | Кубок Азії 2019 - 1/8 фіналу  | -    | 88'          |
| 6-6-2019   | Доха                     | Іран                 | 5 – 0                   | Сирія                | товариський матч              | -    | 66'          |
| 11-6-2019  | Сеул                     | Південна Корея       | 1 – 1                   | Іран                 | товариський матч              | -    | 90+1'        |
| 10-10-2019 | Тегеран                  | Іран                 | 14 – 0                  | Камбоджа             | Відбір до ЧС 2022             | -    | 57'          |
| 14-11-2019 | Амман                    | Ірак                 | 2 – 1                   | Іран                 | Відбір до ЧС 2022             | -    | кап. 81'     |
| Усього     |                          | Матчів (8 місце)     | 87                      |                      | Голів                         | 8    |              |

## Титули і досягнення
- Чемпіон Греції (1):

АЕК: 2017/18
- Володар Кубка Ірану (2):

«Трактор Сазі»: 2019-20
«Нассаджі Мазандаран»: 2021-22